# Гаганово
Гага́ново (рос. Гаганово) — присілок у складі Мішкинського району Курганської області, Росія. Входить до складу Первомайської сільської ради.
Населення — 98 осіб (2010, 173 у 2002).
Колишня назва — Гаганова.